# Rivendell (groupe)
Pour les articles homonymes, voir Rivendell.
Rivendell est un groupe de folk metal autrichien, originaire de Hallwang, Salzbourg. Le groupe est en réalité un one-man-band dont le seul membre est Gerold Laimer.

## Biographie
Gerold Laimer est né en 1982 a Salzbourg. Le groupe est initialement formé en 1998 sous le nom de Fangorn, et enregistre une première démo, intitulée Poems of Mountains and Forests. En 1999, Gerold commence l'enregistrement d'un premier album studio, intitulé The Ancient Glory,, au Klangschmiede Studio, avec le producteur Markus Stock (Empyrium). En 2000, le groupe se rebaptise Rivendell et publie sous ce nom son premier album. Le nom du groupe s'inspire de Rivendell (ou Fendeval), une vallée fictive des Monts Brumeux où réside un groupe d'Elfes sous l'autorité d'Elrond, dans le légendaire de J. R. R. Tolkien.
En 2003, Rivendell enregistre et publie l'album Elven Tears. En 2005, il est suivi par l'album Farewell - The Last Dawn.

## Membres

### Membre actuel
- Falagar (Gerold Laimer) - chant, chœurs, flute, guitare, cornemuse, violon, bodhrán, mandoline, gaita

### Membres de session
- Falkenbach (Vratyas) - batterie, percussions, tambour, bodhrán
- Ahnenstahl (Cester) - chœurs, guitare électrique, guitare acoustique

## Discographie

### Albums studio
- 2000 : The Ancient Glory
- 2003 : Elven Tears - Valhalla
- 2005 : Farewell - The Last Dawn

### Démo
- 2001 : 2nd Album Advance